# 11Y busz (Győr)
A győri 11Y jelzésű autóbusz Marcalváros, Kovács Margit utca és Bácsa, Ergényi lakótelep, Telek utca között közlekedik a belváros érintésével, de elkerüli a vidéki buszállomást, az egyetemet  és a vasútállomást is. Betétjárata a 11-es busznak, amely hasonló útvonalon közlekedik, az egyetemet is érintve. A vonalat a Volánbusz üzemelteti.

## Közlekedése
Csak munkanapokon közlekedik a reggeli és a délutáni csúcsidőben.

## Útvonala
| Marcalváros, Kovács Margit utca felé | Bácsa, Ergényi lakótelep, Telek utca felé |
| --- | --- |
| Bácsa, Ergényi lakótelep, Telek utca – Csonkaér út – Vámosi utca – István király út – Külső Bácsai út – Sövény utca – Boglárka utca – Külső Bácsai út – Bácsai út – Nagymegyeri út – Schwarzenberg utca – Pálffy utca – Teleki László utca – Szent István út – Nádor aluljáró – Tihanyi Árpád út – Vasvári Pál utca – Lajta út – Bakonyi út – Mécs László utca – Marcalváros, Kovács Margit utca | Marcalváros, Kovács Margit utca – Mécs László utca – Bakonyi út – Lajta út – Vasvári Pál utca – Tihanyi Árpád út – Nádor aluljáró – Szent István út – Teleki László utca – Pálffy utca – Schwarzenberg utca – Nagymegyeri út – Bácsai út – Külső Bácsai út – Boglárka utca – Sövény utca – Külső Bácsai út – István király út – Vámosi utca – Csonkaér út – Bácsa, Ergényi lakótelep, Telek utca |

## Megállóhelyei
Az átszállási kapcsolatok között a Széchenyi István Egyetemet is érintő 11-es busz nincs feltüntetve!
| 0  | 0  | Bácsa, Ergényi lakótelep, Telek utca végállomás                  | 33 |                                                                                  | |
| 1  | 1  | Kismező utca                                                     | 32 |                                                                                  | Bácsai temető |
| 2  | 2  | Vámosi utca                                                      | 31 | 10                                                                               | Jászai utcai focipálya |
| 3  | 3  | Bácsa, posta                                                     | 30 | 10                                                                               | 10-es posta, Nagybácsai óvoda, Szent István Plébánia, Gyermekorvosi rendelő |
| 4  | 4  | Gát utca                                                         | 29 | 10                                                                               | Füvészkert |
| 5  | 5  | Dombhát utca                                                     | 28 |                                                                                  | |
| 6  | 6  | Sövény utca, iskola                                              | 27 |                                                                                  | Kisbácsai Általános Iskola, Posta, Kisbácsai Óvoda, Orvosi rendelő |
| 7  | 7  | Kisbácsa, templom                                                | 26 |                                                                                  | Nagyboldogasszony Plébánia |
| 8  | 8  | Votinszky utca                                                   | 25 |                                                                                  | |
| 9  | 9  | Viza utca                                                        | 24 |                                                                                  | |
| 10 | 10 | Irinyi János utca                                                | 23 |                                                                                  | |
| 11 | 12 | Körtöltés utca (AUDI-iskola)                                     | 21 | 2B                                                                               | Audi Hungaria Általános Művelődési Központ, Révfalui izraelita temető |
| 15 | 19 | Schwarzenberg utca                                               | 17 | CITY                                                                             | ÁRKÁD, Batthyány tér, Széchenyi István Egyetem Apáczai Csere János Kar, Mentőállomás, Kályhatörténeti Múzeum, Óvoda                                                              |
| 17 | 21 | Teleki László utca, színház                                      | 15 | CITY                                                                             | Nemzeti Színház, Czuczor Gergely Bencés Gimnázium és Kollégium, Loyolai Szent Ignác bencés templom, Posta, Lloyd Palota, Széchenyi tér, Árpád Parkolóház                         |
| 20 | 24 | Szent István út, Iparkamara                                      | 14 | 6, 7, 8, 8B, 10, 12, 12A, 14, 14B, 15, 15A, 30, 30A, 30B, 30Y, 31, 31A, 42, CITY | Győr-Moson-Sopron Vármegyei Kereskedelmi és Iparkamara, GYSZSZC Deák Ferenc Közgazdasági Szakgimnáziuma, Révai Parkolóház, Bisinger József park                                  |
| 22 | 26 | Malom liget                                                      | 11 | 9, 9A, 15, 19, 19A, 27, 32, 34, 36, 37                                           | Malom liget |
| 23 | 28 | Török István utca                                                | 10 | 15, 37                                                                           | Kossuth Zsuzsanna Leánykollégium, Vásárcsarnok |
| 25 | 31 | Tihanyi Árpád út, kórház                                         | 8  | 2, 2B, 14, 14B, 25, 32, 34, 36, 37, 38, 38A                                      | Petz Aladár Egyetemi Oktató Kórház, Vuk Óvoda, Fekete István Általános Iskola, Kassák úti Bölcsőde                                                                               |
| 26 | 32 | Vasvári Pál utca, kórház, főbejárat                              | 6  | 6, 14, 14B, 23, 23A, 24, 25, 26, 28, 37                                          | Petz Aladár Egyetemi Oktató Kórház, Győr Plaza, Nemzeti Adó- és Vámhivatal Nyugat-dunántúli Regionális Bűnügyi Igazgatósága                                                      |
| 28 | 35 | Lajta út, posta                                                  | 4  | 14, 14B, 22, 22A, 22B, 22Y, 23, 23A, 24, 25, 26, 28, 42                          | Benedek Elek Óvoda, Posta, Brunszvik Teréz Német Nemzetiségi Óvoda, Szent-Györgyi Albert Egészségügyi és Szociális Szakképző Iskola, Kovács Margit Általános Műveflődési Központ |
| 29 | 37 | Lajta út, gyógyszertár                                           | 2  | 14, 14B, 22, 22A, 22B, 22Y, 23, 23A, 24, 25, 26, 28, 42                          | A Dr. Kovács Pál Könyvtár és Közösségi Tér marcalvárosi fiókkönyvtára, Mesevár Óvoda, Kovács Margit Óvoda, Idősek Otthona                                                        |
| 31 | 40 | Bakonyi út, marcalvárosi aluljáró (↓) Bakonyi út, Gerence út (↑) | 1  | 14, 14B, 21, 21B, 22, 22A, 22B, 22Y, 23, 23A, 24, 25, 26, 28, 42                 | Győri Műszaki Szakképzési Centrum Pattantyús-Ábrahám Géza Ipari Szakgimnáziuma és Szakközépiskolája                                                                              |
| 33 | 43 | Marcalváros, Kovács Margit utca végállomás                       | 0  | 1, 1A, 14, 14B, 22, 22A, 22B, 22Y, 23, 23A, 24, 25, 26, 28, 42                   | LIDL, TESCO, GYSZSZC Krúdy Gyula Gimnáziuma, Két Tanítási Nyelvű Középiskolája, Turisztikai és Vendéglátóipari Szakképző Iskolája, Arany János Általános Iskola                  |

1. ↑  Egyes járatok kiemelt csúcsidei menetidővel közlekednek.

## Külső hivatkozások
- Északnyugat-magyarországi Közlekedési Központ weboldala. [2018. október 31-i dátummal az eredetiből archiválva]. (Hozzáférés: 2018. november 30.)
- Interaktív térképes menetrend (PDF). Északnyugat-magyarországi Közlekedési Központ. [2018. június 30-i dátummal az eredetiből archiválva]. (Hozzáférés: 2019. augusztus 2.)